# 塞伯汉航空5915号班机空难
塞伯汉航空5915号班机空难发生于2014年8月10日，伊朗塞伯汉航空（波斯语：هواپيمايي سپاهان）的一架载有48人的小型客机于当地时间9点45分在德黑兰梅赫拉巴德机场坠毁。机上载有40名乘客(包括7名儿童)与8名机组人员。目击者称，飞机起飞后仅在空中停留几秒钟就冲向地面。

## 事情經過
塞伯汉航空5915航班原定从伊朗首都德黑兰飞往南呼罗珊省主要城市塔巴斯。这架飞机载有42名乘客和6名机组人员。在乘客当中有2名自家塞伯汉航空公司下岗的机械师。5915航班于当地时间上午 09:22 从德黑兰梅赫拉巴德机场29L跑道起飞。
就在其旋转前2秒，右侧发动机发生故障。机组人员立即宣布紧急状态，并要求立即左转返回机场。当副驾驶不断向塔台报告发动机故障时，飞机失速了。它继续向右快速下降。然后右翼接触树木和地面。
飞机撞到树上并摔成碎片。飞机坠毁在德黑兰西部米纳格拉斯大道附近的一个住宅区。撞击导致燃油管破裂，导致飞机起火。发动机和机翼脱落。随后飞机撞上了大道一侧的混凝土墙并爆炸。然后飞机尾部甩到林荫大道上。
机场应急小组立即接到通知。但由于沟通不畅、协调不力，小组未能及时到达坠机现场。至少11名乘客从残骸中生还，并被送往当地医院，所有人都伤势严重。3名乘客随后因伤重不治身亡，只剩下8人幸存。事故共造成40名乘客和机组人员丧生。

## 机组乘客
该班机有40名乘客，8名机组人员，乘客包括34名成人和6名儿童。国营媒体最初报道无人幸存，但后来又称有10名幸存者。

## 起因
法尔斯通讯社援引伊朗机场公司高管穆罕默德的声明，称“该航班一引擎失效，导致其坠毁于德黑兰-卡拉奇高速公路北侧。幸存者讲述二号发动机在起飞时已停止。”据报道，起飞4分钟后出现技术问题，飞机员返航，但无法保持高度最终坠毁。安东诺夫140客机是最近期开发的，事故班机在伊朗完成组装，2007年交付使用。